# Julgamentos por bruxaria em Portugal
Os julgamentos por bruxaria em Portugal, também referidos como julgamentos de bruxas ou julgamentos por feitiçaria em Portugal, ocorreram sobretudo entre o século XVI e o século XIX, tendo sido contabilizados poucos casos no país em comparação com outros países europeus durante o período da caça às bruxas. Semelhante à Inquisição Espanhola, a Inquisição Portuguesa concentrou quase essencialmente as suas ações na perseguição de atos de heresia, dando ênfase às alegadas práticas judaizantes dos cristãos-novos e cripto-judeus, não considerando a bruxaria uma prioridade.
Apesar de terem ocorrido execuções, agressões e perseguições realizadas pela mão de populares, os tribunais seculares raramente conduziram julgamentos com a acusação de bruxaria, sendo contabilizados apenas dois casos em contraste com o Tribunal da Inquisição Portuguesa, que acusou mais de 800 pessoas pelo mesmo crime. No total, foram condenadas dezenas de pessoas pelo crime de bruxaria em Portugal, tendo sete sido sentenciadas à morte na fogueira.

## História
Ao contrário de outros países, com a instauração da Inquisição Portuguesa, também referida como Tribunal do Santo Ofício, em 1536, a perseguição aos judeus portugueses tornou-se na sua principal prioridade, revelando relativamente pouco interesse por proferir acusações de feitiçaria, que apenas havia sido classificado como um pecado pela igreja católica no século XVI. Apesar de quase todos os acusados pela Inquisição Portuguesa terem sido cidadãos conversos, a grande maioria dos acusados de pequenos 'crimes heréticos', entre eles o de feitiçaria, eram homens e mulheres cujas profissões eram consideradas esotéricas ou com práticas de origem pagã, como curandeiros, videntes ou cartomantes, sendo-lhes quase sempre atribuídas sentenças consideradas leves, como penitências, multas ou a expulsão e banimento de suas congregações.
Em 1559, foi pela primeira vez decretada e sentenciada a execução de cinco mulheres, acusadas do crime de bruxaria, na fogueira, resultante do maior julgamento deste género em Portugal, denominado comummente como o Julgamento das Bruxas de Lisboa. Devido ao escândalo que se gerou após a condenação, a rainha D. Catarina, viúva de D. João III e regente durante a menoridade de D. Sebastião, ordenou uma outra investigação que terminou com a prisão de vinte e sete mulheres e um homem, a execução por morte na fogueira de uma mulher, natural de Coimbra, um ano depois, em pleno Rossio de Lisboa, e o açoitamento e degredo das restantes. Após este evento, todos os julgamentos por feitiçaria foram explicitamente colocados sob a jurisdição da Inquisição Portuguesa, não existindo mais casos ou execuções registadas nos tribunais seculares.

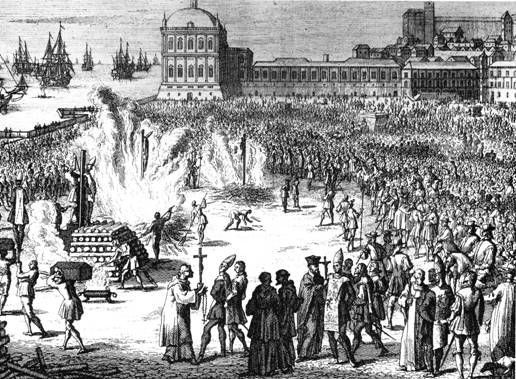
Representação dos autos de fé no Terreiro do Paço, em Lisboa

Entre 1626 e 1744, a Inquisição Portuguesa processou 818 pessoas pelo crime de feitiçaria, sendo quatro condenadas à morte. Uma vez que três das pessoas condenadas faleceram antes da data da sua execução, vítimas de doença ou maus-tratos enquanto prisioneiros do Tribunal da Inquisição Portuguesa, apenas uma execução foi levada a cabo, tendo ocorrido em Évora, no ano de 1626, quando o curandeiro e ocultista Luís de la Penha foi queimado na fogueira, perfazendo assim os 7 casos de execuções pelo crime de feitiçaria conhecidos em Portugal.
Após 1760, a Inquisição Portuguesa, descontente com o tempo despendido nestes casos e desejando apenas focar os seus esforços na perseguição de judeus, declarou que considerava a feitiçaria como um ato de imaginação, passando a não aceitar mais casos desse tipo.
Outros casos, cujos acusados foram considerados culpados do crime de bruxaria pelo Tribunal do Santo Ofício, receberam punições como o açoitamento público, a prisão perpétua, o pagamento de coimas, a obrigação de uso do hábito penitencial, o degredo em território nacional ou nas colónias, o confisco de bens e propriedades ou ainda as galés. Entre a lista de condenados encontram-se os nomes de Inácia Gomes em 1565, Ana Álvares em 1566, Ana do Frade em 1567, Francisco Gonçalves e António Pires em 1587, Francisco da Rosa em 1626, Pedro Gonçalves de Abreu em 1653, Bartolomeu Martins em 1683, Ana Martins em 1687, Francisco Luís em 1690, Manuel Inácio em 1706, Francisco Martins em 1724, Mariana Antónia em 1733, Maria da Silva em 1754, Cristóvão Silva Marreios em 1785 e António José em 1802, estes dois últimos condenados a escravos de galé por seis e cinco anos, respectivamente, entre inúmeros outros nomes.
Apesar dos julgamentos, tanto em tribunais seculares como pela inquisição, terem cessado no século XVIII em Portugal, durante mais de um século continuaram a ser feitas acusações de populares contra outros cidadãos, provocando atos de agressão e até de homicídio, tendo em 1933, Arminda de Jesus Pereira sido queimada viva por quatro homens, todos seus familiares, que a acusavam de ser bruxa e estar possessa, na localidade de Soalhães, Marco de Canaveses.

### Colónias Portuguesas

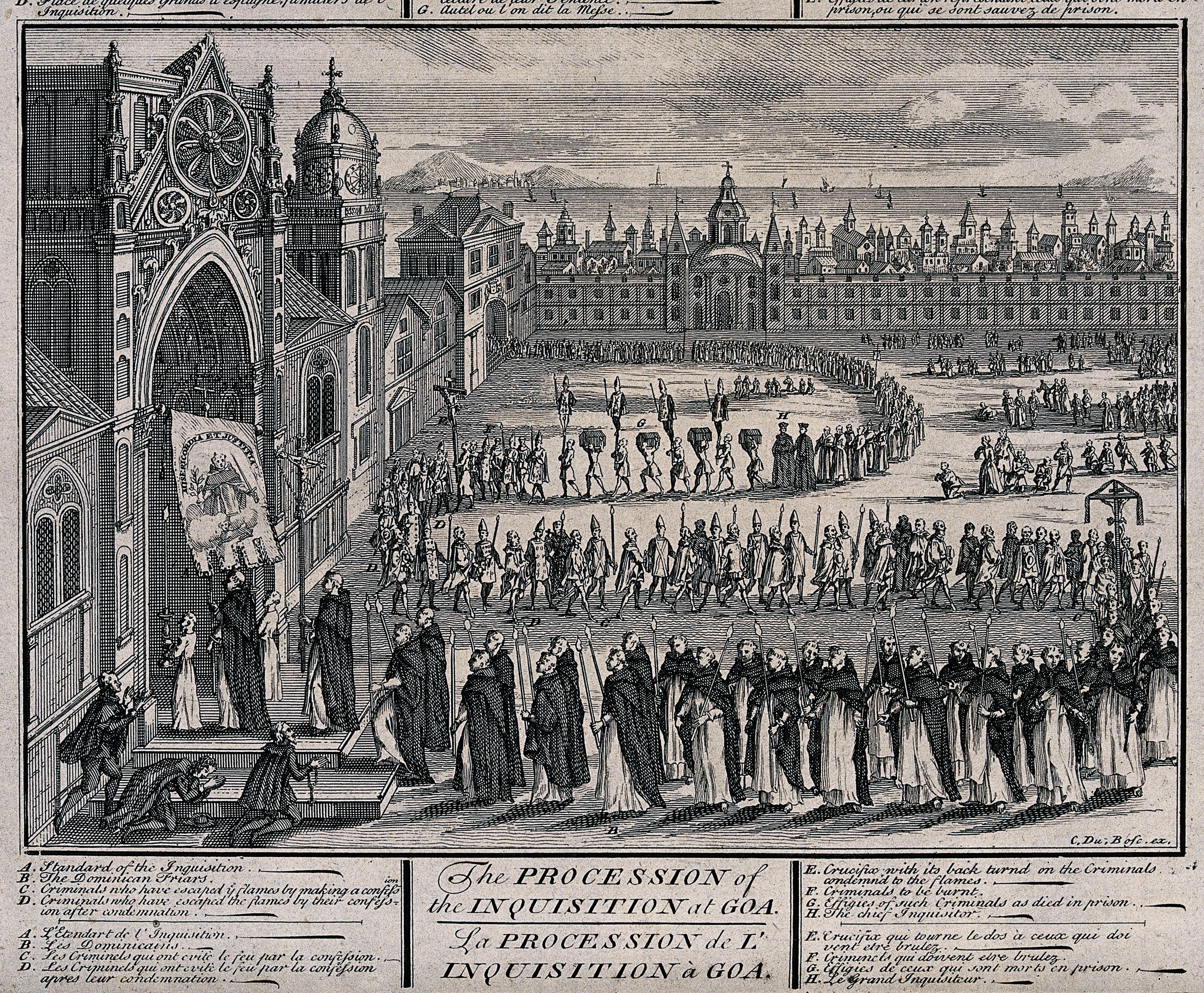
Procissão da Inquisição Portuguesa em Goa

Apesar da Inquisição Portuguesa ter realizado menos julgamentos por bruxaria em solo europeu que outros países, durante o mesmo período, a situação não se procedeu da mesma forma nas colónias portuguesas, onde as execuções e condenações ocorreram com muito mais frequência e fervor religioso, sobretudo após terem cessado em Portugal.
No Brasil Português, foram julgadas ou sentenciadas centenas de pessoas pelo crime de feitiçaria e realização de pactos com o diabo, como Felipa de Sousa em 1591, Manuel Branco e Sebastião Madeira em 1592, Miguel Ferreira Pestana em 1743, Ursulina de Jesus em 1754, Narcisa em 1755, Raimundo António de Belém em 1757, Crescêncio Escobar em 1763, João Mendes Pinheiro, Pedro Rodrigues, Domingos de Sousa, Sabina e Alberto Monteiro em 1764, Maria da Conceição em 1798, ou Maria Perpétua em 1817.
Em Goa, devido ao facto de as práticas hindus serem consideradas idolatrias demoníacas pelas congregações missionárias jesuítas, foram instaurados centenas de processos por bruxaria, sendo a maioria das suas sentenças a condenação à morte.